# 反応段階
化学反応の反応段階（reaction step）は、次のように定義される。
"多段階反応において反応物または反応中間体から新たな反応中間体や生成物が生成するとき、その各素反応（英語版）を反応段階と呼ぶ。"。